# Блиставицька сільська рада
| Блиставицька сільська рада — колишній орган місцевого самоврядування у Бородянському районі Київської області з адміністративним центром у с. Блиставиця. Сільській раді були підпорядковані населені пункти: - с. Блиставиця |

## Склад ради
Рада складалася з 18 депутатів та голови.

### Керівний склад ради
| ПІБ                         | Основні відомості                                                         | Дата обрання | Дата звільнення |
| --------------------------- | ------------------------------------------------------------------------- | ------------ | --------------- |
| Пархоменко Тамара Антонівна | Сільський голова, 1951 року народження, освіта, позапартійна              | 26.03.2006   | 31.10.2010      |
| Пархоменко Тамара Антонівна | Сільський голова, 1951 року народження, освіта вища, член Партії регіонів | 31.10.2010   |                 |

Примітка: таблиця складена за даними джерела